# 鈴木賢 (法學者)
鈴木賢（日语：／ Suzuki Ken，1960年5月23日—），日本法學家，明治大學法學部教授、明治大学現代中国研究所長，研究範圍主要是亞洲法，特別是中國法制、台灣法制與民主化以及LGBT、宗族法等。出身於北海道，1985年畢業於北海道大學法學部、1991年取得北海道大學法學博士。曾任北星学園大学、北海道教育大学等校的非常勤講師，以及北海道大學教授。

## 外部鏈接
- 个人网站 （页面存档备份，存于）